# Héctor Vidal Hernández
Héctor Vidal Hernández (València, 1986), més conegut com a Héctor, Héctor I o Héctor de Laguar, és un jugador professional de pilota valenciana, mitger i punter en la modalitat d'Escala i corda, en nòmina de l'empresa ValNet. Ha sigut membre de la Selecció Valenciana de Pilota a l'Europeu de 2007.
Va debutar a Alginet.

## Palmarés
- Escala i corda
  - Campió del Circuit Bancaixa: 2008
  - Campió del Màsters Ciutat de València: 2010
  - Campió del Trofeu Vidal: 2011
  - Campió del Trofeu Caixa Rural de Vila-real: 2011
  - Subcampió del Trofeu Ciutat de Dénia: 2009
  - Campió del Trofeu Ciutat de Llíria: 2009
    - Subcampió del Trofeu Ciutat de Llíria: 2008

  - Subcampió del Trofeu Hnos. Viel de Sueca: 2009
  - Campió del Trofeu Mancomunitat de la Ribera Alta: 2008 i 2010
  - Campió del Trofeu Nadal de Benidorm: 2010
  - Subcampió del Trofeu Universitat de València: 2011
  - Campió Copa 2: 2011
  - Campió del Trofeu Superdeporte: 2012
    - Subcampió del Trofeu Superdeporte: 2011

  - Subcampió del Trofeu President de la Diputació de Castelló: 2012
  - Subcampió del Trofeu Tio Pena de Massamagrell: 2012

Campionats Internacionals de Pilota
- Campió europeu de Joc internacional, Nivelles (Bèlgica) 2007
  - Subcampió europeu de Llargues, Nivelles (Bèlgica) 2007
- Campió del Món de Pilota: País Valencià, 2010